# Peppino De Filippo

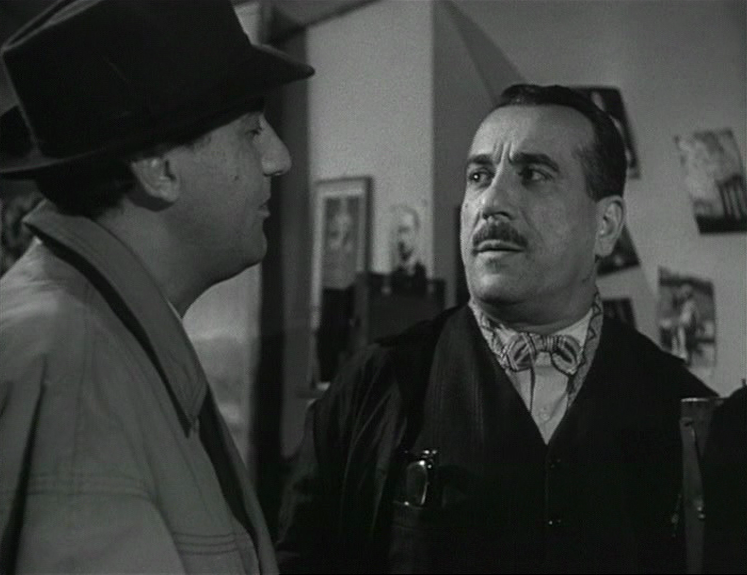
Peppino De Filippo (rechts) im Film Il segno di Venere (1955)

Peppino De Filippo (* 24. August 1903 in Neapel; † 27. Januar 1980 in Rom) war ein italienischer Schauspieler.

## Leben
De Filippo ist der Sohn von Eduardo Scarpetta und Luisa De Filippo und der Bruder der Schauspieler Titina und Eduardo. Nach schwierigen Kindheits- und Jugendjahren in Internaten entdeckte De Filippo seine Passion für die Schauspielerei und debütierte im Ensemble seines Ziehvaters Vincenzo Scarpetta, der die gesamte Familie unter Vertrag hatte. Bereits nach kurzer Zeit dränget es De Filippo, mehr als zweitrangige Rollen in Dialektkomödien und -dramen zu spielen; er wechselte zu anderen Compagnien. 1925 kam er so bei Salvatore De Muto unter Kontrakt, wo er sich im Bereich der Improvisation zu einem Meister entwickelte. Später trat er gemeinsam mit Bruder Eduardo in Rocco Galdieris La rivista che non piacerà auftrat. Peppino und Eduardo gründeten zu Beginn der 1930er Jahre dann eine eigene Theatercompagnie, das Teatro Umoristico I De Filippo. Von der Premiere im Kursaal von Neapel am 25. Dezember 1931 an, in dem sie das eigengeschriebene Natale in casa Cupiello aufführten, feierten sie große Publikumserfolge in zahlreichen italienischen Städten. Bis 1944 führten sie dieses Ensemble fort, wobei sie auch Stücke anderer Autoren inszenierten und spielten.
Zu Beginn der 1930er Jahre erfolgten auch die ersten Filmangebote; zunächst nutzten diese die gemeinsame Popularität und bezogen Schwester Titina mit ein. 1941 spielte Peppini De Filippo in Notte di fortuna eine erste Solo-Hauptrolle; nach dem Zweiten Weltkrieg ging er meist eigene Wege und zeigte auf Bühne wie im Film solide Leistungen in Komödien, war aber auch zu psychologisch differenzierten Porträts wie in Lichter des Varieté fähig. Die größten Erfolge zeitigte jedoch die Zusammenarbeit mit Totò; in etlichen Filmen konnte das Duo die Perfektion ihrer Zusammenarbeit zeigen. De Filippos Gesamtfilmschaffen umfasst knapp unter 100 Filme.
Im Fernsehen war De Filippo gelegentlich zu sehen; seine bekannteste Verkörperung in diesem Metier stellt „Gaetano Pappagone“ dar; die Kunstfigur führte mit unnachahmlicher Sprache und burlesker Komik durch die Sendung „Canzonissima“ in der Saison 1966/1967. Neben einigen erwartbaren Komödien sticht De Filippos Darstellung in Harold Pinters Der Hausmeister aus dem Jahr 1977 heraus.
De Filippo hat mit seiner ersten Frau Adele Carloni einen Sohn, Luigi, der ebenfalls als Schauspieler wirkte. Nach der Trennung von Carloni lebte er mit der Schauspielerin Lidia Màrtora Maresca zusammen, die er an ihrem Sterbebett 1971 heiratete. 1977 heiratete De Filippo erneut; die Schauspielerin Lelia Mangano spielte in seinem Ensemble.

## Filmografie (Auswahl)
- 1932: Tre uomini in frak
- 1950: Lichter des Varieté (Luci del varietà)
- 1952: Mädchen zum Heiraten (Ragazze da marito)
- 1952: Totò und die Frauen (Totò e le donne)
- 1953: Drei Sünderinnen (Un giorno in pretura)
- 1953: Eine von jenen (Una di quelle)
- 1954: Das Mädchen vom Fernamt 04 (Le signirine delle 04)
- 1955: Ein Haus voller Unschuldslämmer (Accadde al penitenziario)
- 1955: Im Zeichen der Venus (Il segno di Venere)
- 1955: Wiedersehen auf Capri (Un po’ di cielo)
- 1955: Wohnung mit allem Komfprt (Gli ultimi cinque minuti)
- 1955: Zwei silberne Leuchter (Il cortile)
- 1956: Aufruhr im Familienbad (La famiglia Passaguai)
- 1956: Die Bande der Ehrlichen (La banda degli onesti)
- 1956: Totò, Peppino und das leichte Mädchen (Totò, Peppino e la… malafemmina)
- 1957: Großmutter Sabella (La nonna Sabella)
- 1958: Anna von Brooklyn (Anna di Brooklyn)
- 1958: Tolpatsch macht Karriere (Policarpo, ufficiale di scrittura)
- 1958: Totò und Peppino (Totò, Peppino e le fanatiche)
- 1959: Ferdinand – König von Neapel (Ferdinando I re di Napoli)
- 1959: Die halbstarken Eltern (Genitori in blue jeans)
- 1960: Der Meistergauner (Il mattatore)
- 1961: Der berittene Karabiniere (Il carabiniere a cavallo)
- 1961: Boccaccio 70 (Boccaccio ’70)
- 1961: Totò, Peppino und das süße Leben (Totò, Peppino e la dolce vita)
- 1962: Mein Freund Benito (Il mio amico Benito)
- 1963: Die Rivalen der Musketiere (I quattro moschettieri)
- 1963: Taxifahrer (I quattro tassisti)
- 1979: Leichen muß man feiern, wie sie fallen (Giallo napoletano)